# La dura legge del gol (singolo)
La dura legge del gol è un brano musicale scritto da Max Pezzali, Claudio Cecchetto, Marco Guarnerio e Pier Paolo Peroni e registrato dagli 883 per l'album La dura legge del gol! del 1997.
Il brano è stato inserito anche negli album successivi Love/Life, TuttoMax, Max Live 2008, Max 20 (dove è reinterpretato con Edoardo Bennato) e Le canzoni alla radio.

## Tracce
Testi di Max Pezzali e Claudio Cecchetto, musiche di Max Pezzali, Pier Paolo Peroni e Marco Guarnerio.
1. La dura legge del gol (Album version)
2. La dura legge del gol (Marco Mix)
3. La dura legge del gol (Pierpa Mix)
4. La dura legge del gol (Remix in casa sonica)
5. Non mi arrendo (Ribaldi remix)

## Formazione
- Max Pezzali - voce
- Roberto Priori - chitarra
- Roberto Drovandi - basso
- Ivan Ciccarelli - batteria
- Saturnino - violino